# Le Violon (Picasso)
Pour les articles homonymes, voir Le Violon.
Le Violon est un tableau réalisé par Pablo Picasso en 1914. Cette huile sur toile est une nature morte cubiste représentant notamment une bouteille, un journal et un violon. Un temps la propriété de Raoul Albert La Roche, elle est aujourd'hui conservée au musée national d'Art moderne, à Paris.

## Expositions
- Le Cubisme, Centre national d'art et de culture Georges-Pompidou, Paris, 2018-2019.